# Ejército de Resistencia del Señor
El Ejército de Resistencia del Señor (ERS), conocido internacionalmente por sus siglas en inglés, LRA (Lord's Resistance Army), es una organización terrorista y extremista cristiana, que opera principalmente en el norte de Uganda, combatiendo contra el gobierno de dicho país, en lo que constituye uno de los mayores conflictos armados de África. Su líder es el fanático Joseph Kony, autoproclamado médium espiritual, quien pretende establecer un régimen teocrático basado en el cristianismo. El ERS ha sido acusado por diversos grupos de defensa de los derechos humanos de cometer graves violaciones del Derecho Internacional Humanitario, incluyendo el secuestro de personas, la utilización de niños soldados y un gran número de masacres.
Se calcula que desde su fundación en 1987, el ERS ha secuestrado cerca de 20 000 a 30 000 niños que son utilizados como soldados y esclavos sexuales. Unos 14 000 niños han sido secuestrados en los distritos de Gulu y Kitgum (4000 en este último), al norte del país, cerca de 5000 han escapado y 2000 fueron llevados a campos de entrenamiento al sur de Sudán. Por su parte los rebeldes de las Fuerzas Aliadas Democráticas (Allied Democratic Forces o ADF) han usado 8000 a 10 000 niños como soldados. En 1997 había de 3000 a 5000 niños en poder de los rebeldes. El actual presidente del país, Yoweri Museveni, usó en los años ochenta a unos 3000 niños soldados.
Las principales víctimas de este grupo armado son acholi, habitantes de la región de Acholilandia, en el norte de Uganda. Sin embargo, el ERS actúa en el sur de Sudán, utilizando tácticas similares contra la población.
Durante el conflicto se calcula que han muerto más de 12 000 personas, sin contar el elevado número de fallecidos por enfermedades y desnutrición imputable directamente al conflicto. Cerca de dos millones de personas han sido obligadas a desplazarse de sus hogares como refugiados. Pese a estas cifras, solo en abril de 2002 el Consejo de Seguridad de Naciones Unidas emitió una condena en contra de estos graves crímenes.
Los cerca de doscientos combatientes que aparentemente componen en la actualidad el ERS se encuentran perseguidos y acosados por miembros del ejército ugandés, que pese a sus esfuerzos no ha podido acabar con la insurgencia. Se calcula que el costo acumulado del conflicto asciende a 1300 millones de dólares estadounidenses, equivalentes al 3 % del PGB de Uganda, o cerca de 100 millones de dólares anuales.
A solicitud de Uganda, el abogado argentino Luis Moreno Ocampo ―fiscal de la Corte Penal Internacional― tomó conocimiento de las graves denuncias sobre violaciones al Derecho Internacional Humanitario. En octubre de 2005 se emitieron las primeras órdenes internacionales de búsqueda y captura contra los principales dirigentes del ERS.

## Orígenes
El derrocamiento, en enero de 1986, del presidente Tito Okello, de etnia acholi, por el Ejército Nacional de Resistencia, ENR (en inglés National Resistance Army, conocido por las siglas NRA) de Yoweri Museveni, del sudoeste de Uganda. Los acholi temían perder su tradicional dominio en la milicia nacional; igualmente, les preocupaba que el ENR buscase venganza por la represión brutal de que habían sido objeto por parte del ejército, en lugares como el triángulo de Luwero. Para agosto de ese mismo año, un movimiento de insurgencia popular se había desarrollado en las regiones del norte que estaban ocupadas por fuerzas del gobierno.

## Inicios del ERS (1987-1994)

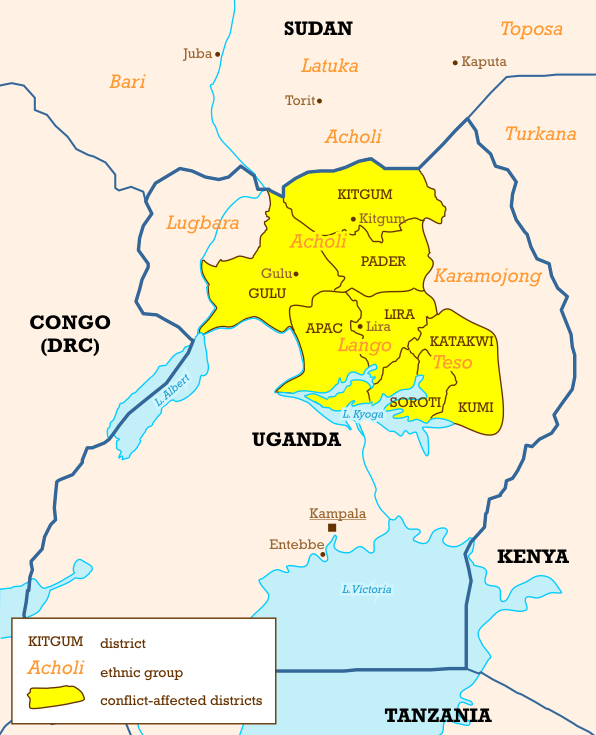
Áreas afectadas por la rebelión del Ejército de Resistencia del Señor desde 2002.

En enero de 1987 Joseph Kony hizo su primera aparición como médium espiritual, uno de los muchos que surgieron tras el éxito inicial del Movimiento del Espíritu Santo (en inglés Holy Spirit Movement) de Alice Auma (o Alice Lakwera), fundado en 1986 y al que inicialmente estaba vinculado. El antiguo dirigente del Ejército Democrático del Pueblo de Uganda (Uganda People's Democratic Army) Odong Latek convenció a Kony para que adoptase tácticas propias de la guerrilla, como ataques sorpresa a objetivos civiles, tales como aldeas. El ERS llevó a cabo también, en ocasiones, ataques a gran escala para poner en evidencia la incapacidad del gobierno para defender a la población. Hasta 1991 lanzaba frecuentes ataques contra la población civil para abastecerse de víveres, que eran transportados por aldeanos, secuestrados durante cortos períodos de tiempo. El hecho de que algunas unidades del ERS fueran conocidas por la brutalidad de sus acciones le acarreó un apoyo, al menos pasivo, por parte de algunos sectores de la población acholi.
En marzo de 1991 comenzó la Operación Norte, orientada a acabar con el apoyo que el ERS tenía entre la población civil mediante la represión. Como parte de la Operación Norte, la ministra Betty Oyella Bigombe, de la etnia acholi, creó los "Grupos Flecha" (Arrow Groups), mayoritariamente armados con arcos y flechas, para organizar la defensa local. Dado que el ERS contaba con armamento moderno, los "Grupos Flecha" fueron rápidamente vencidos. Sin embargo, la creación de estos grupos enojó a Kony, quien empezó a sentir que ya no contaba con el apoyo del pueblo. Como respuesta, el ERS mutiló a numerosos acholi que supuestamente habían colaborado con el gobierno. Aunque los esfuerzos del gobierno habían fracasado, la reacción del ERS hizo que finalmente muchos acholi diesen la espalda a los insurrectos. Sin embargo, su antagonismo hacia el ERS se vio suavizado por el arraigado odio que los acholi sentían hacia las fuerzas gubernamentales que ocupaban el territorio.
Tras el fracaso de la Operación Norte, la ministra Bigombe inició los primeros contactos cara a cara entre el gobierno y el ERS. La organización armada solicitó una amnistía general para todos sus combatientes, y afirmó que no se rendirían, pero que deseaban "volver a casa". Sin embargo, el gobierno no llegó a un acuerdo debido a las discrepancias acerca de la credibilidad de los negociadores de la ERS y sus disensiones internas. En concreto, los militares descubrieron que Kony estaba negociando el apoyo del Gobierno sudanés simultáneamente a las conversaciones con Bigombe, y pensaron que el ERS deseaba únicamente ganar tiempo. Durante un segundo encuentro, el 10 de enero de 1994, Kony solicitó seis meses para reagrupar sus tropas. A principios de febrero el tono de las negociaciones fue haciéndose más enconado, y, tras el encuentro del 2 de febrero, el ERS rompió las conversaciones de paz, afirmando que consideraban que el ERS estaba intentando engañarles. Cuatro días después, el 6 de febrero, el presidente Yoweri Museveni anunció que el ERS tenía un plazo de siete días pare rendirse. Este ultimátum significó el fin de la iniciativa negociadora de Bigombe.

## Un conflicto internacional (1994-2002)
Dos semanas después de que Museveni anunciase el ultimátum, se informó de que los combatientes del ERS habían cruzado la frontera norte, y establecido bases en el sur de Sudán con la aquiescencia del gobierno de Jartum. El apoyo sudanés era una respuesta a la ayuda que los rebeldes del Ejército de Liberación del Pueblo de Sudán o ELPS ("Sudan People's Liberation Army", SPLA) habían recibido del gobierno de Uganda durante la guerra civil. Al mismo tiempo, considerando que los acholi estaban ahora colaborando con el gobierno de Museveni, Kony comenzó a atacar a los civiles utilizando su acrecentada fuerza militar. Las mutilaciones se hicieron habituales, y en 1994 se llevó a cabo el primer secuestro masivo de niños y jóvenes. Dado que la mayoría de los combatientes del ERS son niños secuestrados, para los acholi una solución militar es vista como una masacre de víctimas inocentes. Los intentos del gobierno de acabar con los rebeldes son por lo tanto otro motivo de agravio para los acholi. La ambigüedad moral de esta situación, en la que los jóvenes rebeldes secuestrados son al mismo tiempo las víctimas y los perpetradores de actos brutales, es clave para la comprensión del actual conflicto.
La creación de "aldeas protegidas" gubernamentales, que se inició en 1996, agudizó el antagonismo que muchos acholi sentían hacia el gobierno, especialmente porque la población continuó siendo atacada por el ERS, incluso en el interior de los "campamentos protegidos". Los campos están además atestados y en pésimas condiciones sanitarias. Entre tanto, en 1997 el gobierno sudanés del Frente Nacional Islámico había comenzado a modificar su anterior línea dura. Tras los ataques del 11 de septiembre de 2001 en Estados Unidos, las relaciones entre Sudán y Uganda cambiaron repentinamente. Las tensiones fronterizas se suavizaron, y el apoyo a las respectivas guerrillas cesó. Algunos de los cientos de miles de civiles desplazados por la guerra comenzaron a retornar a sus hogares. El número de desplazados por el conflicto descendió hasta alrededor de medio millón, y el pueblo comenzó a hablar abiertamente del día en que los "campos protegidos" serían desmantelados.

## Se recrudece la insurgencia (marzo de 2002-septiembre de 2005)
En marzo de 2002, el UPDF lanzó una masiva ofensiva militar, denominada "Operación Puño de Hierro", contra las bases del ERS en el sur del Sudán, con el acuerdo del Frente Nacional Islámico. Este acuerdo, unido al retorno de las tropas ugandesas que estaban desplegadas en la República Democrática del Congo al término oficial de la segunda guerra del Congo, hizo que el gobierno de Uganda creyese que era el momento idóneo para poner fin a un conflicto que se había convertido en un serio problema político. Tras varios meses de indecisión, las fuerzas del ERS volvieron a internarse en Uganda, y lanzaron ataques en una escala y de una brutalidad que no se habían visto desde los años 1995 y 1996, lo que produjo numerosas víctimas mortales y desplazados en regiones que hasta esa fecha no habían resultado afectadas por la insurgencia.
Las sucesivas iniciativas diplomáticas que se llevaron a cabo durante esos años fracasaron, sobre todo porque se desconocían las pretensiones exactas de Kony, pero el conflicto obtuvo una cobertura internacional sin precedentes. Durante su visita a Uganda, en noviembre de 2003, el subsecretario general de la ONU para asuntos humanitarios, Jan Egeland, afirmó: "No conozco otro lugar del mundo que tenga una emergencia de la escala de Uganda, que está atrayendo tan poco interés internacional". En diciembre de 2003, el presidente Museveni pidió a la Corte Penal Internacional que determinase si el ERS era culpable de crímenes de guerra conforme a la legislación internacional.
Desde mediados de 2004, la actividad rebelde fue decayendo, fundamentalmente a causa de la intensa presión militar. El gobierno se convirtió también en el blanco de las críticas de la comunidad internacional por su incapacidad para resolver el conflicto. Las agencias de ayuda internacional han cuestionado la confianza del gobierno en su fuerza militar y su interés por llegar a una solución pacífica. El ejército admitió que también había reclutado a niños que habían escapado del ERS.
A mediados de septiembre de 2005, un grupo de combatientes del ERS, dirigido por Vincent Otti, se internó por primera vez en la República Democrática del Congo. El presidente Museveni declaró que si las autoridades congoleñas no desarmaban a los insurgentes del ERS, el UPDF podría volver a cruzar la frontera en represalia. Esto causó una disputa diplomática entre los gobiernos congoleño y ugandés, con los ejércitos de ambos países haciendo demostraciones de fuerza cerca de las fronteras, al tiempo que el embajador congoleño ante las Naciones Unidas enviaba una carta al secretario general de la ONU solicitando que se llevase a cabo un embargo económico contra Uganda.

## Acontecimientos desde 2005

### Actuaciones de la Corte Penal Internacional
El 8 de julio de 2005, la Corte Penal Internacional cursó órdenes de detención contra Joseph Kony, Vincent Otti y los comandantes del ERS Raska Lukwiya, Okot Odiambo y Dominic Ongwen. Para proteger a los testigos de posibles represalias y para aumentar las posibilidades de que los acusados fueran detenidos, las órdenes eran secretas. El 13 de octubre las órdenes se hicieron públicas. Fueron las primeras órdenes emitidas por la Corte Penal Internacional desde que se fundó en 2002. Los detalles relativos a estas órdenes fueron enviados a los tres países en que el ERS desarrolla su actividad: Uganda, Sudán y la República Democrática del Congo. Los altos mandos del ERS han declarado varias veces que no se entregarán a menos que se les garantice la inmunidad, con lo cual las órdenes de detención cursadas por la Corte Penal Internacional parecen apuntar a que la insurgencia no tendrá un final negociado.
El 30 de noviembre de 2005, el segundo en la jerarquía del ERS, Vincent Otti, contactó con la BBC para anunciar el deseo de la cúpula directiva de la organización de reanudar las conversaciones de paz con el gobierno ugandés. El gobierno se mostró escéptico con respecto a esta apertura pero manifestó su disposición a hallar una solución pacífica del conflicto.
El 2 de junio de 2006, la Interpol emitió cinco fichas rojas de personas en busca y captura a 184 países en nombre de la Corte Penal Internacional, que no tiene policía propia. Previamente se había informado de que Kony había mantenido un encuentro con el vicepresidente de Sudán del Sur, Riek Machar. Al día siguiente, Human Rights Watch informó de que el Gobierno de Sudán del Sur había ignorado las anteriores órdenes de detención cursadas por la Corte Penal Internacional contra los principales dirigentes del ERS, e incluso había apoyado a la organización armada con dinero y víveres, para disuadirles de atacar a los ciudadanos de Sudán del Sur.

### Conversaciones de paz de Yuba
Una delegación del ERS llegó a Yuba, en Sudán, el 8 de junio, para preparar las conversaciones con el gobierno de Uganda, en las que actuarían como mediadoras las autoridades de Sudán del Sur. Se había acordado emprender las conversaciones después de que Kony hiciese público un vídeo en el cual negaba haber cometido atrocidades y parecía proponer un cese de las hostilidades, en respuesta al anuncio hecho por Museveni de que garantizaría la seguridad de Kony si se llegaba a un acuerdo para el mes de julio. Museveni se comprometió a garantizar a Kony una amnistía total si renunciaba al "terrorismo", y el ministro de seguridad de Uganda, Amama Mbabazi, instó a la Corte Penal Internacional a olvidar las acusaciones por crímenes de guerra contra los líderes del ERS. El consejero legal de la organización, Krispus Ayena Odongo rechazó la oferta, diciendo que aceptar la amnistía "presupone la rendición" y querría decir que el ERS no sería tenido en cuenta como interlocutor Varias organizaciones, incluida la Corte Penal Internacional y el International Bar Association's Human Rights Institute insistieron en que los líderes del ERS debían ser arrestados de acuerdo con el Estatuto de Roma.
El Gobierno de Sudán invitó formalmente a Uganda a las conversaciones de paz, y el 14 de julio de 2006 las conversaciones entre las delegaciones del ERS y de Uganda comenzaron en Juba, con el vicepresidente de Sudán del Sur, Riek Machar, actuando como principal mediador. El jefe de la delegación ugandesa, el ministro de Interior Ruhakana Rugunda, afirmó que su prioridad era conseguir un rápido alto el fuego La delegación del ERS, dirigida por Martin Ojul, afirmó que una eventual aceptación de la paz por parte del ERS no debía ser interpretada como incapacidad para continuar la lucha, pero hizo hincapié en que un acuerdo negociado era la mejor salida al conflicto. El 24 de julio las negociaciones quedaron aplazadas durante una semana.

### Alto el fuego
El 4 de agosto de 2006, el máximo dirigente del ERS, Joseph Kony, ordenó un alto el fuego unilateral e inmediato, que ha sido recibido con bastante cautela por las autoridades de Uganda. Pese al alto el fuego el 26 de diciembre de 2008 se produjeron nuevos ataques del ERS en Doruma (República Democrática del Congo), a unos 40 kilómetros de la frontera con Sudán. Los ataques en distintos enclaves continuaron a lo largo de 2009 y 2010.

## Efectos

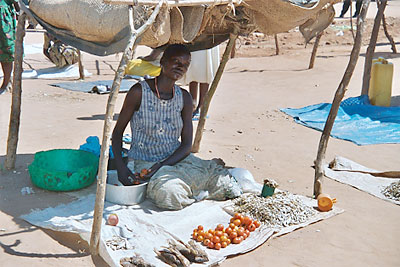
Un puesto en el mercado de un campo de refugiados.

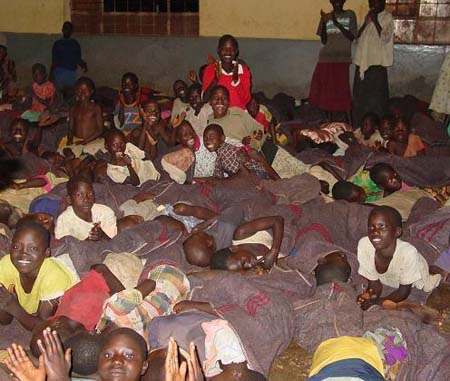
Niños "caminantes nocturnos" pasando la noche en una habitación.

La insurgencia ha afectado históricamente solo a la región conocida como Acholilandia, formada por los distritos de Kitgum, Gulu y Pader, aunque desde 2002 la violencia se ha extendido a otros distintos de Uganda. El ERS ha actuado también en la región fronteriza del Sudán del Sur, y, más recientemente, en la provincia de Ituri, en el nordeste de la República Democrática del Congo. La desesperada situación de los pueblos afectados ha recibido muy poca atención por parte de los medios de comunicación del mundo desarrollado. Hasta abril de 2004, el Consejo de Seguridad de Naciones Unidas no emitió una condena formal. Según una encuesta realizada en 2005 en medios académicos, periodísticos y humanitarios, el conflicto del norte de Uganda era la segunda peor emergencia humanitaria "olvidada" del mundo, tras los conflictos de la vecina República Democrática del Congo.
El Gobierno de Estados Unidos calcula que más de 12 000 personas han muerto violentamente, pero la cifra es mucho mayor si se tienen en cuenta los fallecidos por enfermedad y malnutrición como resultado directo del conflicto. Cerca de dos millones de civiles se han visto obligados a abandonar sus hogares, y han acudido a campos de refugiados, o han buscado seguridad en asentamientos más grandes, donde viven en la calle o en espacios públicos.
| Estadísticas de los niños secuestrados           | Estadísticas de los niños secuestrados |
| ------------------------------------------------ | -------------------------------------- |
| Han sido testigos de un asesinato                | 78 %                                   |
| Han sido atados o encerrados                     | 68 %                                   |
| Han recibido una severa paliza                   | 63 %                                   |
| Forzados a robar o a destruir propiedades        | 58 %                                   |
| Forzados a abusar de cadáveres                   | 23 %                                   |
| Forzados a atacar a un desconocido               | 22 %                                   |
| Forzados a matar a un desconocido                | 20 %                                   |
| Forzados a matar a un soldado enemigo en batalla | 15 %                                   |
| Forzados a atacar a un familiar o amigo          | 14 %                                   |
| Forzados a matar a un familiar o amigo           | 8 %                                    |

Según las Naciones Unidas, alrededor de 25 000 niños han sido secuestrados por el ERS desde 1986. Muchos de ellos son utilizados para transportar el producto del saqueo a los poblados atacados por el ERS, pero algunos son convertidos en soldados, o en esclavos sexuales. Los secuestros del ERS tienen lugar principalmente entre miembros de la etnia acholi, que han sufrido lo peor de los 18 años de campaña de la organización.
Un informe realizado a partir de la vigilancia de 750 jóvenes en Kitgum y Pader concluyó que la cifra de 25 000 secuestrados proporcionada por Naciones Unidas estaba muy por debajo de la realidad. De acuerdo con este informe, han sido secuestrados al menos 66 000 jóvenes con edades entre los 13 y los 30 años. Un tercio de los chicos y una sexta parte de las chicas fueron retenidos durante un día al menos. De ellos, el 66 % de los chicos y el 46 % de las chicas estuvieron retenidos durante más de dos semanas. Si una chica desaparecía por más de dos semanas, había una posibilidad entre cuatro de que no regresara nunca. Los varones eran retenidos por períodos de tiempo más largos, y dos de cada cinco chicos que eran retenidos más de dos semanas no volvían jamás. El número de secuestros se incrementó considerablemente en 2002 y 2003, quizá en represalia por la Operación Puño de Hierro. Sin embargo, la edad media de los secuestrados se ha elevado desde unos 13 años en 1994 a cerca de 18 en 2004, coincidiendo con una elevación en el número y una disminución en el tiempo de retención de los secuestrados.
Aunque el ERS cuenta ahora con menos de 2 000 combatientes que soportan una intensa presión por parte del Ejército de Uganda, el Gobierno no ha sido capaz de acabar con la insurgencia. Las negociaciones de paz se han visto complicadas por la investigación de la Corte Penal Internacional. El conflicto continúa retrasando el desarrollo de Uganda, y ha tenido un coste para la economía del empobrecido país africano de al menos 1 330 millones de dólares (equivalentes al 3 % de su producto nacional bruto), o 100 millones de dólares anuales.

### Los caminantes nocturnos
Cada noche, niños de edades comprendidas entre los 3 y los 17 años, conocidos como "caminantes nocturnos" o "viajeros nocturnos", caminan más de 20 kilómetros desde los campos de refugiados hasta ciudades más grandes, especialmente Gulu, para estar a salvo del ERS.
Ha habido varias iniciativas para alertar a la opinión pública internacional acerca de esos niños, entre las que destacan los "Gulu Walks" y el trabajo de Uganda Conflict Action Network. La situación de estos niños ha sido también el tema de varios documentales, como Stolen Children (Niños robados), Wardance (La danza de la guerra) e Invisible Children (Niños invisibles). Este último documental patrocina la asociación Global Night Commute, similar a Gulu Walks. Sobre este tema el director de cine español Fernando León de Aranoa ha realizado el cortometraje Buenas noches, Ouma, dentro del proyecto colectivo de Médicos Sin Fronteras titulado Invisibles. Además, existe la Campaña de Nombres (The Name Campaign), cuyos voluntarios llevan una placa con el nombre de alguno de los miles de niños secuestrados en Uganda para llamar la atención de la opinión pública.

## Incidentes destacados
Los ataques, las expediciones de saqueo y los secuestros por parte del ERS son sucesos comunes en el norte de Uganda, y apenas tienen eco fuera del país. Durante los períodos de más intensa actividad, 1996-1997 y 2002-2004, tuvieron lugar asesinatos y secuestros casi a diario. Aunque sería imposible hacer una lista de todos los incidentes ocurridos (de los cuales muchos ni siquiera están documentados), la que sigue es una lista parcial de incidentes de carácter excepcional, ya sea por el elevado número de víctimas, por la identidad de las mismas, o por las circunstancias que rodearon el incidente.

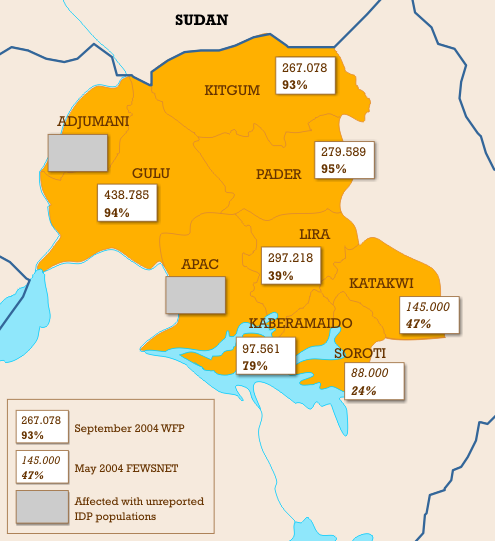
Número absoluto de desplazados y porcentajes sobre la población total en los distritos del norte de Uganda.

- Masacre de Atiak.

El 22 de abril de 1995, el ataque al centro comercial de Atiak, en el norte del distrito de Gulu, tuvo como consecuencia la muerte de entre 170 y 220 civiles.
- Ataque de un helicóptero de combate (31 de agosto de 1995).

El 31 de agosto de 1995, 30 civiles, algunos con las manos atadas a la espalda, murieron en un ataque de un helicóptero de combate del ejército ugandés a una columna del ERS cerca de Lokung, en el noroeste de Kitgum. En la acción perdieron la vida también 16 combatientes del ERS. Según algunos, el gobierno mostró una indiferencia criminal por las vidas de los secuestrados; oficialmente, el gobierno afirmó que las muertes de civiles fueron accidentales e involuntarias.
- Ataque a un convoy en la carretera Karuma-Pakwach (8 de marzo de 1996).

El 8 de marzo de 1996, un convoy civil de más de 20 vehículos con una escolta de 14 militares que viajaba hacia el oeste por la carretera Karuma-Pakwach fue asaltado por el ERS. Murieron entre 50 y 110 civiles, la mayoría de ellos después de que todos los militares hubieran sido vencidos. Algunos fueron ejecutados; otros murieron cuando, al negarse a salir de los autobuses, se arrojó explosivos al interior de los vehículos.
- Muerte de dos ancianos acholi (8 de junio de 1996).

Okot Ogony, de Cwero, en Gulu oriental, presidente de la Comisión de Paz de los Jefes Acholi, y Olanya Lacony, respetado anciano de Kac-Goma, fueron hallados muertos cerca de Cwero en circunstancias todavía no explicadas. Eran los líderes de una iniciativa local para reiniciar las conversaciones de paz que se habían interrumpido en febrero de 1994, y contaban con la aprobación del presidente de Uganda y una invitación del ERS. Según algunos, su muerte fue obra del ERS; para otros, fueron asesinados por miembros corruptos del ENR.
- Masacre del campo de refugiados de Acholpii (13-14 de julio de 1996).

Tres ataques independientes a un campamento de refugiados sudaneses en el sur de Kitgum (hoy distrito de Pader) administrado por la Alto Comisionado de Naciones Unidas para los Refugiados se saldaron con la muerte de aproximadamente 100 personas.
- Linchamientos de Gulu Town (16 de agosto de 1996).

Cuatro hombres sospechosos de formar parte del ERS fueron entregados a la multitud de etnia acholi y golpeados hasta morir cuando estaban bajo custodia de fuerzas gubernamentales. Se ha documentado que su linchamiento tuvo lugar en presencia de oficiales de la Cuarta División de Uganda.
- Secuestros de Aboke (10 de octubre de 1996).

Hacia las dos de la mañana del 10 de octubre de 1996 alrededor de 200 hombres armados irrumpieron violentamente en el colegio St. Mary's de Aboke, al norte del distrito de Apac, y secuestraron a 139 chicas de entre 13 y 16 años, tras lo cual abandonaron la escuela hacia las cinco de la mañana. A las siete, la directora del colegio, la hermana Rachele Fassera, fue al encuentro de los rebeldes y negoció la liberación de 109 de las secuestradas. Cinco de las 30 chicas restantes murieron en cautividad; de las otras 25 todas, excepto dos de ellas, se encuentran en libertad en 2006 .
- Masacre de Lokung/Palabek (7-12 de enero de 1997).

Más de 412 civiles fueron asesinados en los subcondados de Lokung y Palabek y sus alrededores, en el noroeste de Kitgum. No había fuerzas enemigas, y la mayor parte de las víctimas fueron apaleadas o acuchilladas.
- Ataque al campo de refugiados de Achol-pi (5 de agosto de 2002).

Murieron veinte refugiados en el ataque al campo de refugiados de Achol-Pi, en el distrito de Pader. Los 24 000 refugiados sudaneses de este campo fueron trasladados a lugares más seguros, y el campo fue desmantelado.
- Masacre de Barlonyo (21 de febrero de 2004).

Fueron asesinados más de 200 civiles en un campo de desplazados en Barlonyo, cerca de la ciudad de Lira (Fotografías).
- Revueltas de Lira (25 de febrero de 2004).

Las protestas y motines callejeros contra la incompetencia del gobierno para garantizar protección a los civiles causaron al menos nueve muertos en la ciudad de Lira. La violencia fue provocada en parte por la hostilidad ante los acholi, a los que muchos langi culpan colectivamente de la insurgencia del ERS.
- Incendios en los campos de desplazados (21-23 de enero de 2005).

Una serie de incendios devastó varios campos de desplazados. Un incendio en el campo de Agweng, en el norte del distrito de Lira, con 26 000 residentes, provocó la muerte de seis personas y dejó a 10 000 sin techo el 21 de enero. Al día siguiente 278 hogares se incendiaron en el campo de Abok (distrito de Apac). El domingo 23 de enero un incendio en el campo de Acet (distrito de Gulu) produjo la muerte de tres personas y destruyó 4000 viviendas, dejando a 20 000 personas sin techo.
- Ataque cerca de Yuba (14 de septiembre de 2005).

Cuarenta rebeldes del ERS cruzaron por primera vez el Nilo Blanco e incendiaron varias casas cerca de Yuba, capital de Sudán del Sur, a lo largo de la carretera hacia Yei. Desde los motines que siguieron a la muerte de John Garang, Juba dependía casi por completo de los envíos de provisiones procedentes de Yei.
- Órdenes de arresto de la Corte Penal Internacional (13 de octubre de 2005).

La Corte Penal Internacional hizo públicas las órdenes de arresto (emitidas el 8 de julio y el 27 de septiembre) contra Joseph Kony, su lugarteniente Vincent Otti y los dirigentes del ERS Raska Lukwiya, Okot Odiambo y Dominic Ongwen. Los cinco fueron acusados de crímenes contra la humanidad y crímenes de guerra, incluyendo asesinato, violación, esclavitud sexual y enrolamiento de niños como soldados del ERS.
- Ataque entre Juba y Yei (31 de octubre de 2005).

Un grupo de combatientes del ERS tendió una emboscada a un equipo humanitario de limpieza de minas de la Fondation Suisse de Déminage (FSD). Dos de los activistas, un iraquí y un sudanés, fueron asesinados. Los hechos ocurrieron después de que, el 13 de septiembre, otro equipo de limpieza de minas fuera secuestrado, en una acción en la que no hubo ninguna baja. Las Naciones Unidas advirtieron del peligro en la región a todas sus agencias y a todas las ONGs. Desde entonces, el ERS ha manifestado que los miembros de organizaciones no gubernamentales se encuentran entre sus objetivos.
- Entrevista de Joseph Kony difundida en los medios (28 de junio de 2006).

Joseph Kony concedió su primera entrevista a la prensa después de 20 años de conflicto. Negó que el ERS hubiese cometido crímenes, y culpó al presidente Museveni de oprimir a los acholi.
- Ataques en Faradje, Dungu, Bangadi y Gurba (25 y 26 de diciembre de 2008).

El Ejército de Uganda acusó a rebeldes de la LRA de haber despedazado a 45 personas en una iglesia al nordeste de la República Democrática del Congo. Un agente de ayuda confirmó a la masacre, diciendo que ocurrió en una iglesia católica en la región de Doruma, a unos 40 kilómetros de la frontera con Sudán. "Hay partes de cuerpos por todas partes."
Caritas Internacional estimó el número de víctimas a unos 485. Caritas dijo que la LRA atacó un concierto en Faradje el 25 de diciembre y otra vez la mañana siguiente, matando unas 150 personas en total. Caritas dijo que la LRA además mató a 75 personas en una iglesia al norte de Dungu y quemó la iglesia, mató a 48 en Bangadi y a 213 en Gurba. La Oficina de Coordinación de los Asuntos Humanitarios de las Naciones Unidas estimó el número de muertos a 189 en Faradje, Doruma y Gurba.
El secretario general de las Naciones Unidas Ban Ki-moon dijo severamente que condenaba las atrocidades cometidas.
- Ataque en Ezo (agosto de 2009).

El ERS atacó la iglesia Nuestra Señora Reina de la Paz en Ezo en la fiesta de la Asunción, mientras los fieles se encontraban en la oración. Se procedió a profanar la Eucaristía y luego el altar mismo, después secuestraron a diecisiete personas de edades comprendidas entre la adolescencia y los veinte años. Uno de ellos fue atado a un árbol y asesinado poco después del ataque inicial.
- Masacre de Makombo (diciembre de 2009).

El ERS asesinó al menos a 321 personas en la República Democrática del Congo en torno a Makombo según una investigación de la BBC de marzo de 2010. Las muertes fueron verificadas por las organizaciones Cruz Roja y Human Rights Watch. Al menos 80 niños de ambos sexos fueron secuestrados. Los ataques se iniciaron en Mabanga Ya Talo el 13 de diciembre, y continuaron hasta el 18 de diciembre en Tapili.
- Masacre de Kpanga (febrero de 2010).

En mayo de 2010 se informó de que una investigación estaba siendo llevada a cabo por un alto funcionario de las Naciones Unidas sobre la masacre de más de 100 personas en febrero de 2010 llevada a cabo por el ERS en Kpanga, cerca de la frontera la República Democrática del Congo con la República Centroafricana y Sudán.